# Рубиалес, Луис
Луис Мануэль Рубиалес Бехар (исп. Luis Manuel Rubiales Béjar; род. 23 августа 1977, Лас-Пальмас) — испанский футболист, выступавший на позиции защитника. С мая 2018 года возглавляет Королевскую футбольную федерацию Испании (RFEF).

## Биография
Рубиалес родился в Мотриле, провинция Гранада. Во время своей футбольной карьеры, проведенной главным образом в Сегунде, он представлял «Гуадикс», «Мальорку B», «Лериду», «Леванте» и ряд других клубов. Он дебютировал в высшей лиге испанского футбола 29 августа 2004 года, выйдя на замену в матче с «Реалом Сосьедадом» (1:1).
4 августа 2009 года Луис подписал однолетний контракт с шотландским ФК «Гамильтон Академикал», но уже всего лишь после 4-х проведённых за новую команду матчей он оставил Шотландию и вернулся на родину.
В марте 2010 года уже вышедший на пенсию Рубиалес был избран президентом Ассоциации испанских футболистов (AFE). Он покинул свой пост в ноябре 2017 года с намерением баллотироваться на пост главы испанской федерации футбола,. Рубиалес был избран её президентом в мае 2018 года. Одним из своих первых действий он волевым решением уволил главного тренера сборной Лопетеги за сутки старта до чемпионата мира по футболу 2018 года за переговоры того с мадридским «Реалом», о чём федерация не была заранее проинформирована. На самом мундиале национальная команда страны под руководством Фернандо Йерро не смогла пройти далее первой стадии плей-офф, что, впрочем, никак не поколебало мнение президента в справедливости своего решения.
В августе 2023 года был временно отстранён от должности из-за обвинений в домогательстве после инцидента с поцелуем футболистки Дженнифер Эрмосо.
3 апреля 2024 года Рубиалес был арестован в Мадриде в рамках коррупционного расследования, связанного с переносом Суперкубка Испании в Саудовскую Аравию.

## Достижения
- Победитель Сегунды: 2003/04